# Себха

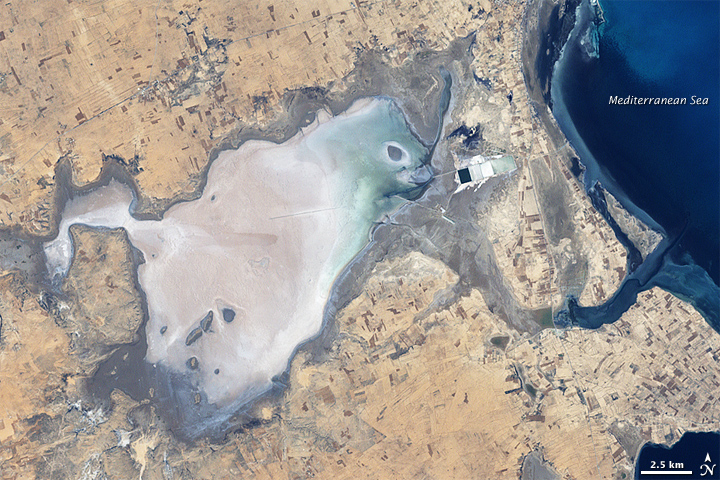
Sebkhat (or Sebkha) El Melah, Tunisia in 2001, mostly dry. Note rectangular industrial evaporite pans, probably for sea-salt production, upper right. Landsat 7 image.

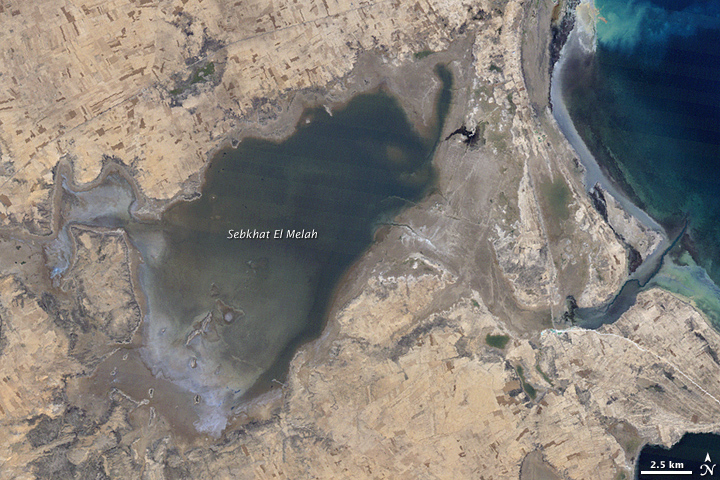
Sebkhat El Melah in 1987, flooded. Landsat 5 image.

Себха, себкра (араб. سبخة) — замкнута безстічна, або прибережно-морська низовина з пласким дном, яке вкрите солончаками. Підвищена околиця себхи називається шоттом.